# 穆斯图瓦尔-勒曼戈勒
穆斯图瓦尔-勒曼戈勒（法語：Moustoir-Remungol，法語發音：[mustwaʁ ʁəmœ̃ɡɔl]）是法国莫尔比昂省的一个旧市镇，属于蓬蒂维区。2016年1月1日，穆斯图瓦尔-勒曼戈勒与邻近的2个市镇合并为新市镇埃沃利斯。

## 地理
穆斯图瓦尔-勒曼戈勒（47°59'47"N, 2°54'10"W）面积12.42 平方千米，位于法国布列塔尼大區莫尔比昂省，该省份为法国西北部沿海省份，位于布列塔尼半岛南部，北起阿摩尔滨海省、西接菲尼斯泰尔省，南濒大西洋，东南接大西洋卢瓦尔省，东临伊勒-维莱讷省。
与穆斯图瓦尔-勒曼戈勒接壤的市镇（或旧市镇、城区）包括：努瓦亚勒蓬蒂维、奈赞、勒曼戈勒、普吕梅利欧、圣蒂里奥、普吕梅利欧-比约济。
穆斯图瓦尔-勒曼戈勒的时区为UTC+01:00、UTC+02:00（夏令时）。

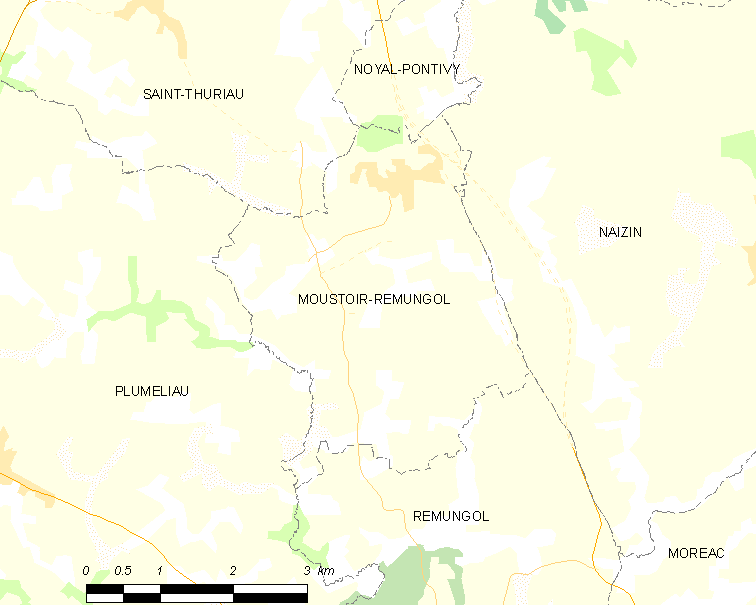
穆斯图瓦尔-勒曼戈勒的OSM定位图

## 行政
穆斯图瓦尔-勒曼戈勒的邮政编码为56500，INSEE市镇编码为56142。

## 政治
穆斯图瓦尔-勒曼戈勒所属的省级选区为格朗尚县。

## 人口

1962-2008年间穆斯图瓦尔-勒曼戈勒人口变化图示

穆斯图瓦尔-勒曼戈勒于2018年1月1日时的人口数量为704人。